# Château d'Héricy
Le château d'Héricy, actuellement hôtel de ville d'Héricy, est une demeure et un édifice administratif situé à Héricy, en France.

## Situation et accès
L’édifice est situé au no 6 de la rue de l’Église, dans le centre d'Héricy. Plus largement, il se trouve dans le département de Seine-et-Marne, en région Île-de-France.

## Histoire
Le château est édifié vers 1683 par Pierre Alexandre Stoppa, d'origine suisse,. Les deux pavillons d’angle sont ajoutés au XVIIIe siècle. À la fin du XIXe siècle, il est la propriété du dénommé Dinet, père d'Étienne Dinet. Il est racheté par la Ville en 1958, sous la mandature du maire Griffault, pour y établir la Mairie.